# 太白虎耳草
太白虎耳草（学名：Saxifraga josephii）为虎耳草科虎耳草属下的一个种。

## 扩展阅读
- 維基物種上的相關：太白虎耳草